# Baie de Stromness

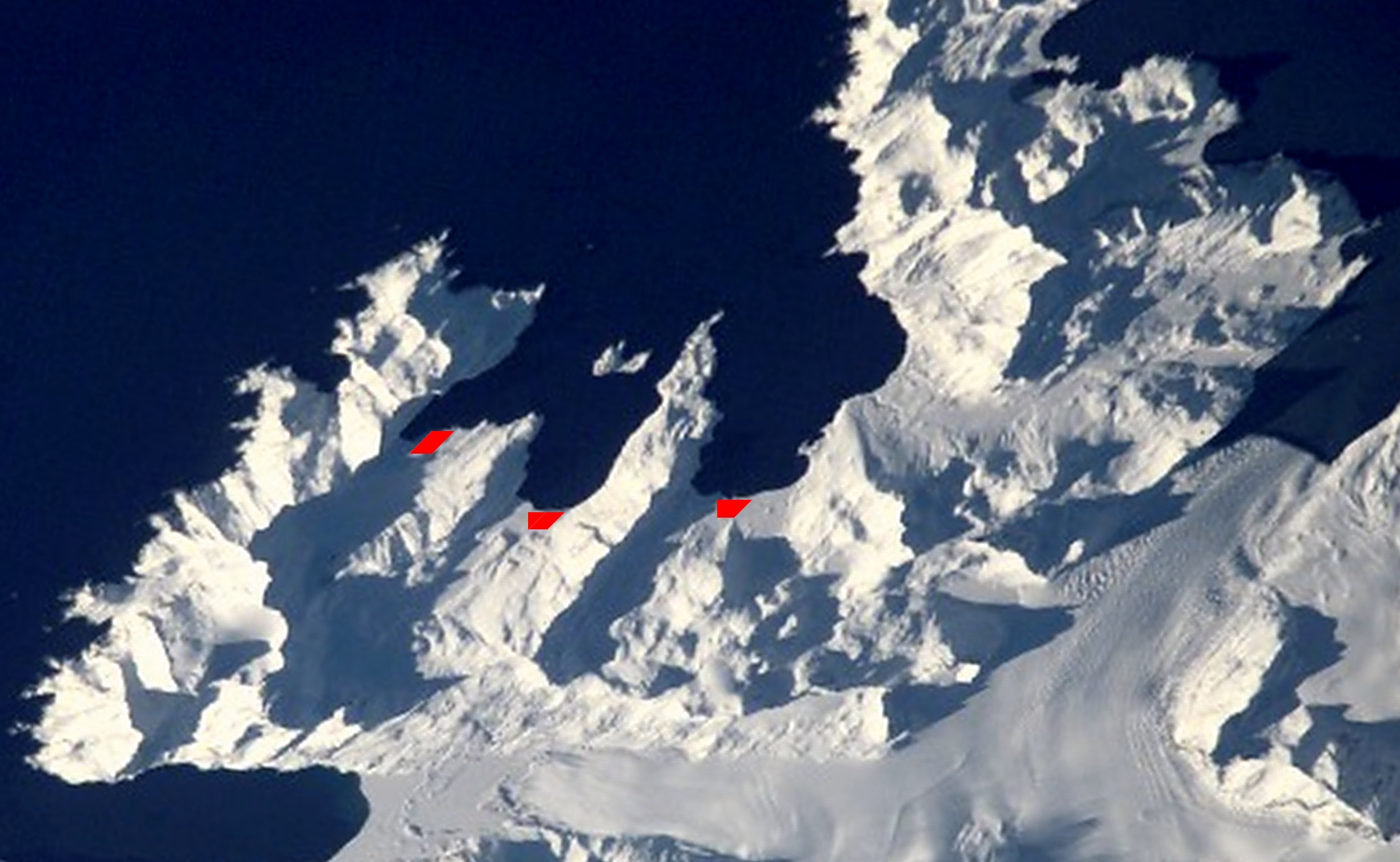
Baie de Stromness avec de gauche à droite les stations baleinières Husvik, Stromness et Leith Harbour.

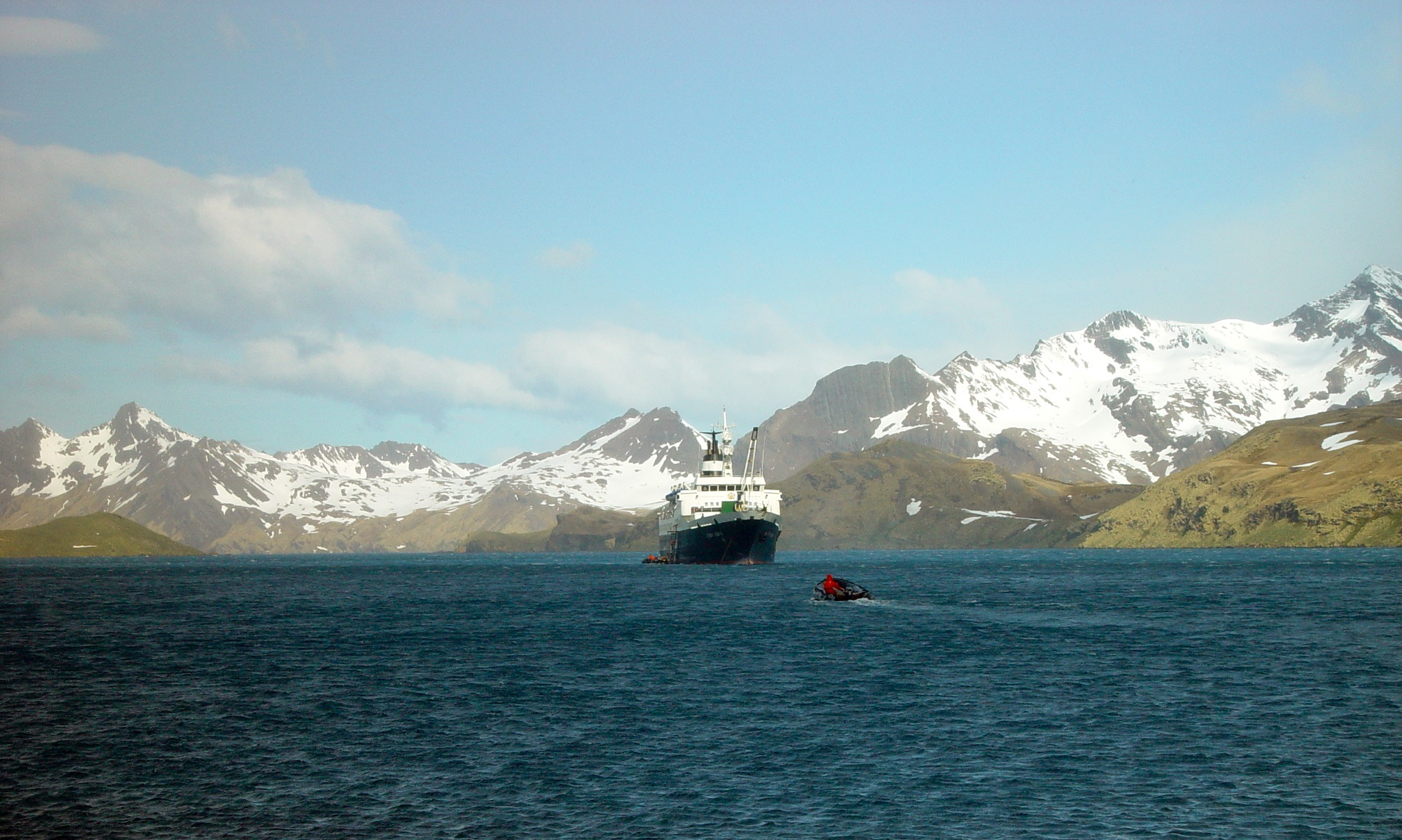
Baie de Stromness

La baie de Stromness est une baie de Géorgie du Sud qui s’ouvre au sud-ouest entre le cap Saunders et la pointe Busen. Elle est nommée d'après la station baleinière de Stromness présente dans la baie ainsi que celles de Husvik et de Leith Harbour. Elle contient l’île Grass et plusieurs îlots.